# باشگاه فوتبال دلفینز دل استه
باشگاه فوتبال دلفینز دل استه یک باشگاه فوتبال حرفه‌ای جمهوری دومینیکن است که در لیگ فوتبال دومینیکن شرکت می‌کند. این باشگاه در لا رومانا قرار دارد. این باشگاه در سال ۲۰۱۴ پس از اعلام فدراسیون فوتبال دومینیکن برای ایجاد یک لیگ حرفه‌ای به نام لیگ فوتبال دومینیکن تاسیس شد.